# Cesão Fábio Ambusto
Cesão Fábio Ambusto (em latim: Kaeso Fabius Ambustus) foi um político da gente Fábia nos primeiros anos da República Romana eleito tribuno consular por duas vezes, em 404 e 402 a.C.. Era filho de Marco Fábio Ambusto, pontífice máximo em 390 a.C, irmão de Quinto Fábio Ambusto e Numério Fábio Ambusto. Provavelmente era pai de Marco Fábio Ambusto, tribuno consular em 381 a.C. e censor em 363 a.C..

## Questor (409 a.C.)
Foi questor em 409 a.C, o primeiro ano que o cargo foi aberto aos plebeus e três de seus colegas eram da plebe.

## Primeiro tribunato (404 a.C.)
Em 404 a.C., foi eleito tribuno consular com Caio Valério Potito Voluso, Cneu Cornélio Cosso, Mânio Sérgio Fidenato, Públio Cornélio Maluginense (cônsul em 393 a.C.) e Espúrio Náucio Rutilo.
Roma, enquanto continuava o cerco a Veios iniciado no anterior, voltou suas atenções aos volscos, que foram derrotados numa batalha campal entre Ferentino e Ecetra. Os romanos conseguiram conquistar a cidade volsca de Artena, graças principalmente à traição de um escravo, que indicou aos soldados uma passagem que levava diretamente à fortaleza e a partir da qual puderam atacar os defensores.
Finalmente, os romanos estabeleceram uma colônia em Velletri (Velletriae).

## Segundo tribunato consular (401 a.C.)
Em 401 a.C., foi eleito tribuno consular novamente, desta vez com Lúcio Júlio Julo, Marco Fúrio Camilo, Mânio Emílio Mamercino, Cneu Cornélio Cosso e Lúcio Valério Potito.
Durante o ano, Roma foi tomada por uma grande polêmica, alimentada pelos tribunos da plebe por causa da má condução da guerra, com uma série de revezes sofridos pelos romanos no cerco a Veios, provocado principalmente por discordâncias entre dois tribunos consulares, Mânio Sérgio Fidenato e Lúcio Vergínio Tricosto Esquilino, pela decisão de manter os soldados a serviço mesmo durante inverno no cerco a Veios (quando o período normal do alistamento era a primavera e o verão) e pela necessidade de novos impostos para sustentar o esforço de guerra, especialmente depois da decisão de pagar os soldados do erário público pelo período da guerra.
| “ | ...E, como os tribunos não permitia a coleta dos impostos militares e aos comandantes não chegava dinheiro para pagar os homens, que reclamavam impacientemente por seus salários, pouco surpreende que também o acampamento fosse contagiado pelos problemas ocorridos na cidade | ” |
|   | — Lívio, Ab Urbe Condita V, 12. |   |

No final, os tribunos da plebe processaram Sérgio Fidenato e Lúcio Vergínio pela péssima condução da guerra e os dois foram condenados a pagara uma multa de 10 000 asses.
Na frente militar, Na frente militar, Fúrio Camilo assumiu o comando do exército romano e, num curto período de tempo, atacou dois aliados de Veios, os falérios e os capenatos, que resistiram dentro de suas muralhas. Os romanos reconquistaram as posições perdidas no ano anterior em Veios enquanto Valério Potito cuidava da campanha contra os volscos e cercou Anxur (Terracina), que também foi cercada.[carece de fontes?]
| “ | No território dos volscos, porém, depois de haver saqueado a zona rural, os romanos tentaram tomar Anxur, que ficava numa colina. Mas quando eles perceberam a inutilidade de uma ação pela força, guiados por Valério Potito, a quem foi confiado comando da operação, iniciou-se um cerco da cidade com a construção de um fosso e de trincheiras. | ” |
|   | — Lívio, Ab Urbe Condita V, 12. |   |

Cornélio estabeleceu um terceiro estipêndio a ser pago aos cavaleiros cujo cavalo não fosse fornecido pelo Estado. Supõe-se que ele tenha promovida a candidatura de seu meio-irmão (ou primo), o plebeu Públio Licínio Calvo Esquilino, à magistratura de tribuno consular em 400 a.C.

## Terceiro tribunato consular (395 a.C.)
Lúcio Fúrio foi eleito pela terceira vez em 395 a.C. com Públio Cornélio Cipião, Lúcio Fúrio Medulino, Públio Cornélio Maluginense Cosso, Quinto Servílio Fidenato e Marco Valério Latucino Máximo.
Aos dois irmãos, Cornélio Maluginense e Cornélio Cipião, foi confiada a campanha contra os faliscos, que não chegou a resultado concreto algum, enquanto Valério Latucino e Quinto Servílio atacaram os capenatos, que, ao final, foram obrigados a buscar a paz com Roma.
Na cidade, seguia feroz a polêmica sobre a subdivisão do butim obtido com a captura de Veios no ano anterior, que se acendeu ainda mais depois da proposta do tribuno da plebe Veio Tito Sicínio, de transferir boa parte da população de Roma para Veios, combatida fortemente pelos senadores.

## Cerco de Clúsio (391 a.C.)
Em 391 a.C., Cesão foi enviado pelo Senado com seus dois irmãos, Quinto Fábio Ambusto e Numério Fábio Ambusto, a Clúsio para tratar com os gauleses sênones, liderados por Breno, que cercavam a cidade etrusca.[carece de fontes?]
As negociações não deram certo, porque estes embaixadores eram pessoas de natureza violenta, mais parecidos com gauleses que romanos. Os gauleses responderam que aceitavam a paz, mas exigiram território. A resposta dos romanos foi que eles não tinham direito de exigir terra sob ameaça de armas, e que eles não deviam estar na Etrúria. Os gauleses retrucaram que eles carregavam seu direito em suas armas, e a situação degenerou para uma batalha. Os romanos lutaram na linha de frente dos etruscos, e Quinto Fábio matou um dos chefes gauleses. Com isto, os gauleses esqueceram de Clúsio, se retiraram, e avançaram para Roma. Eles exigiram que Roma entregasse os três embaixadores, e o Senado, desaprovando a ação dos embaixadores, foram impedidos por razões políticas de entregar os três. Os gauleses consideram este um ato de guerra. Para o ano seguinte, os três Fábios foram eleitos tribunos consulares, junto de Quinto Sulpício Longo, Quinto Servílio Fidenato (pela quarta vez) e Públio Cornélio Maluginense.
Os gauleses ficaram furiosos com esta ofensa, pois os romanos além de não entregar os embaixadores, ainda os honraram; os romanos não previram o perigo e, não nomearam um ditador, e ficaram mal preparados para o ataque. As duas forças se encontraram perto do rio Ália, e foi uma vitória gaulesa. Em seguida, os gauleses avançaram até Roma, que estava com os portões abertos, pois, diante da impossibilidade de defender a cidade, foi organizada a defesa apenas da cidadela e do Capitólio. A cidade, que em 360 anos nunca havia sido derrotada, foi abandonada. Os gauleses chegaram e ocuparam a cidade, matando todos e incendiando as casas. Os gauleses foram destruídos por Marco Fúrio Camilo, que trouxe romanos que estavam em Veios.
Muitos estudiosos acreditam que a história toda dos eventos em Clúsio é fictícia, uma vez que Clúsio não tinha razão alguma para pedir ajuda para Roma e os gauleses não precisavam de provocação nenhuma para saquear Roma. A história, acredita-se, existe para prover uma explicação para um ataque que, de outra forma, seria simplesmente sem motivo; e para mostrar Roma como um bastião na defesa da Itália contra os gauleses.

## Quarto tribunato consular (390 a.C.)
Em 390 a.C., Cesão foi eleito pela quarta e última vez, com Quinto Sulpício Longo, Quinto Fábio Ambusto, Numério Fábio Ambusto, Quinto Servílio Fidenato e Públio Cornélio Maluginense.
À Cesão e aos demais tribunos Lívio reputa a maior parte da responsabilidade pela derrota romana na Batalha do Rio Ália, o prólogo do Saque de Roma pelos sênones de Breno. E ele, assim como os demais tribunos, foi depois um dos mais fortes defensores da proposta de deixar Roma em prol de Veios depois da derrota dos gauleses.
| “ | Depois de tê-la salvo em tempo de guerra, Camilo salvou novamente a cidade quando, já em paz, evitou uma imigração em massa para Veios, apesar dos tribunos — agora que Roma era uma pilha de cinzas — estivessem mais ávidos do que nunca sobre a iniciativa e a plebe a apoiasse de maneira ainda mais forte. | ” |
|   | — Lívio, Ab Urbe Condita V, 4, 49.. |   |